# Бирюк (село)
Бирю́к (якут. Бүүрүк) — село в Олёкминском районе Республики Саха (Якутия) России. Входит в состав Нерюктяйинского 1-го наслега.

## География
Село находится в юго-западной части Якутии, в пределах левобережной части долины реки Лена, вблизи впадения в неё притока реки Бирюк, на расстоянии 52 км от города Олёкминск, административного центра района.
Климат
Климат характеризуется как резко континентальный. Средняя температура воздуха самого тёплого месяца (июля) составляет 18 °C; самого холодного (января) — −30 − −35 °C. Среднегодовое количество атмосферных осадков составляет 200—300 мм.

## История
Согласно Закону Республики Саха (Якутия) от 30 ноября 2004 года N 173-З N 353-III село вошло в образованное муниципальное образование Нерюктяйинский 1-й наслег.

## Население
| 2002 | 2010 | 2021 |
| ---- | ---- | ---- |
| 95   | ↗231 | ↘129 |

Национальный состав
Согласно результатам переписи 2002 года, в национальной структуре населения якуты составляли 80 % от 95 чел.

## Улицы
- ул. Лесная,
- ул. Речная,
- ул. Татаурова,
- ул. Центральная,
- ул. Ямщицкая.

## Транспорт
Через село проходит автозимник Олёкминск — Южная Нюя.